# 922 Schlutia
922 Schlutia è un asteroide della fascia principale. Scoperto nel 1919, presenta un'orbita caratterizzata da un semiasse maggiore pari a 2,6906390 UA e da un'eccentricità di 0,1906862, inclinata di 7,30259° rispetto all'eclittica.
Il suo nome è in onore di Edgar Schlubach e Mr. Tiarks, due imprenditori inglesi che finanziarono la spedizione all'Isola del Natale in occasione dell'eclissi del 1922.